# Kawasaki EX 500

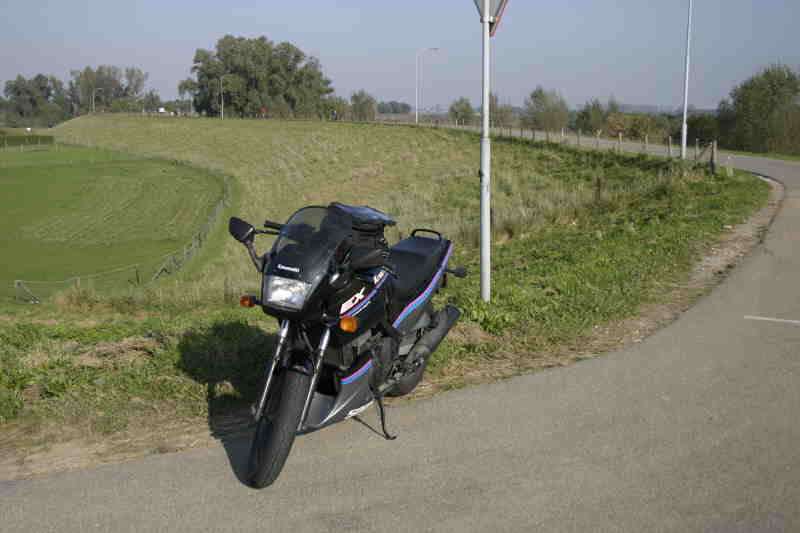
Kawasaki EX 500

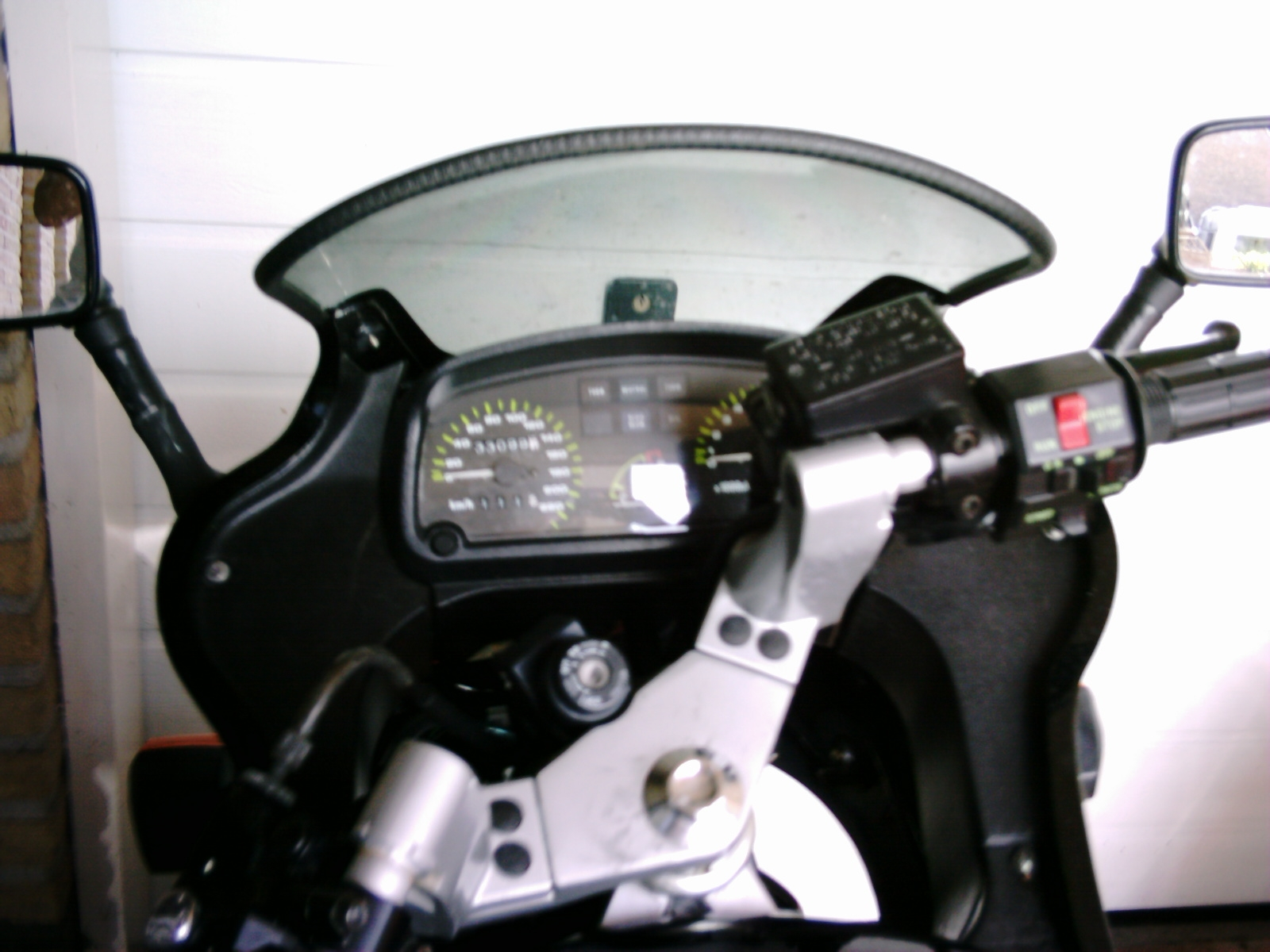
Dashboard Kawasaki GPz 500s

De EX 500 is een instap-racer die over het algemeen wordt gezien als sportieve toermotorfiets (categorie allround sports), geproduceerd door Kawasaki Heavy Industries. In Nederland is de motor verkocht als GPZ 500.

## Techniek
De motor is een vloeistof gekoelde paralleltwin of staande tweecilinder met een inhoud van 498 cc. De vier kleppen per cilinder worden bediend door kettingaangedreven dubbele bovenliggende nokkenassen en is uitgerust met een zes-versnellingsbak met natte koppeling, eindoverbrenging met O-ringenketting. Het topvermogen ligt rond de 60 PK of 44 Kw bij 9800 omw/min. De motor levert een koppel van 46 Nm bij 8600 O/min.
- Motor: Staande tweecilinder (180°-paralleltwin)
- Kleppen: 4 per cilinder kettingaangedreven dubbele bovenliggende nokkenassen
- Cilinderinhoud: 498 of 495 ccm (A-Model en Grijsimport)
- Vermogen: 44 kW [60 PK] / 9800 O/min (Teruggetuned: 25 kW [34 Pk] / 8600 O/min)
- Koppel: 46 Nm / 8500 O/min
- Carburatie: 2 Continue Vacuüm Carburateurs (Keihin)
- Koeling: Vloeistof gekoeld
- Brandstof: Loodvrij, RON 91
- Tankvolume: 18 l (ong. 2,2 l Reserve) Euro 95
- Brandstofverbruik: gemiddeld 5,5 l per 100 km
- Actieradius: ong. 330 km
- Acceleratie (0-100 km/h): ong. 4,9 s
- Max. Snehheid: ong. 200 km/h
- Smeersystem: Wet-sumpsysteem met koeling
- Leeggewicht: 190 kg
- Koppeling: Meervoudige natte-platen-koppeling
- Versnellingsbak: 6-versnellingen voetgeschakeld
- Eindoverbrenging: 16:42 met O-ringketting
- Vering: Telescoop (voor) en UNITRAC monoveersysteem (achter)
- Veerweg: 140mm (voor) / 100mm (achter)
- Wielbasis: 1440 mm
- Framegeometrie: Staalbuisframe
- Remmen:

A-Model: nissin rempomp bedient een tokico tweezuiger remklauw op een enkele schijfrem linksvoor, trommelrem achter
B-Model: nissin rempomp bedient twee tokico eenzuiger remklauw op de dubbele schijfrem voor, trommelrem achter
D-Model: Dubbele Schijfrem voor, schijfrem achter
- Starter: Elektromechanisch
- Zadel: 2 (Eendelig Zadel)

## Onderhoud
De onderhouds interval is 5000 kilometer na de eerste onderhoudsbeurt bij 800 Km, iedere andere beurt omvat een olie/filterwissel en controle van de klepspeling. Iedere 5000 kilometer de dikte van remblokken controleren, bougies nameten, en de carburateurs synchroniseren.  Sommige onderdelen zijn veel duurder dan andere, met name de topkuip, radiator en de blok-deksels, spiegels en voetsteunen zijn ook aan de prijs.
Bougies: NGK DR8ES

## Voordelen
- De GPZ 500s is een stuurfiets, stuurt licht en eenvoudig is een groot plezier om te rijden.
- Mechanisch is het motorblok zeer betrouwbaar het wordt ook toegepast op de modellen ER5, KLE500, EN5 en 450LTD.
- Het drooggewicht is met 178 kg laag.
- De EX 500 is eenvoudig terug te tunen op 25 Kw, zodat ook rijders met een A-beperkt rijbewijs van deze stuurfiets kunnen genieten.
- Het verbruik van deze staande twin beweegt zich afhankelijk van de hand van de bestuurder tussen laag 1:28 en acceptabel 1:15. Met een tankinhoud van 18 liter, inclusief reserve ligt de actieradius tussen 270 en 500 kilometer.
- De zithoogte van de EX 500 is met 770 mm niet al te groot en dat maakt deze motorfiets populair onder kleinere rijders.
- Het olieverbruik is zeer beperkt.
- De EX 500 is in grote aantallen verkocht en grijs geïmporteerd.

## Nadelen
- De modellen tot 1994 ontberen carburateurverwarming en zijn in Europese winters niet echt betrouwbaar, hiervoor bestaan doe-het-zelf oplossingen die uitgaan van het verwarmen van de inkomende lucht met een verwarmingselement in het luchtfilterhuis.
- Mede door het lage gewicht is de EX 500 zijwindgevoelig.
- De radiateur is ruim overbemeten, doorrijders op een EX 500 plakken hun radiateur af.
- De EX 500 en de GPZ 500s tot 1994 staan op 16 inch wielen en dat beperkt de bandenkeus. Op de standaard velg voor past een 110/90 en op de achtervelg kan maximaal 130/90. Aangeraden worden Michelin M8/49, Metzelers ME3Laser, Contisport 2000 (zonder midden profiel) en de Bridgestone BT 45r|f. Afgeraden worden de originele Dunlops, Avon roadrunners, en eigenlijk alle achterbanden met een rechte middengroef.
- De elektronica, en dan met name de ontsteking en de dynamo zijn bekende probleemgebieden. Het vliegwiel in de modellen tot 1994 is opgebouwd uit een metalen poelie waarin magneten gelijmd zijn, deze magneten gaan kapot en kunnen behoorlijke schade aanrichten, verbeterde versies van andere leveranciers zijn beschikbaar.
- Het plastic, de zijpanelen zijn met plastic pinnetjes bevestigd aan het achterste kuipdeel deze pennetjes breken gemakkelijk af. Op het circuit verwijderd men de onderkuip of bugspoiler om de grondspeling te verbeteren.

## Upgrades
- De grote en plaatsing van de spiegels is zo dat veel rijders vooral hun handen, ellebogen en bovenarmen zien, er zijn creatieve oplossing te koop en te maken. Spiegels van de GPZ 1000 voor het A model, spiegelverbreders die tussen de spiegel en de topkuip geplaatst worden en spiegelverlengers die de as tussen spiegel en voetplaat vervangen, verbeteren het zicht naar achter.
- De vering, de veren in de voorvork zijn relatief slap en maken dat de machine duikt bij hard remmen. De af-fabriek gemonteerde veren worden regelmatig vervangen voor progressieve veren die zwaarder worden naarmate ze ingedrukt worden. Op de af-fabriek gemonteerde mono schokdemper achter kan slechts de veervoorspanning worden ingesteld, ook hier worden door veeleisende rijders volledig instelbare exemplaren geplaatst. Het unitrack hevel-element van de monovering wordt niet beschermd en bevindt zich in de stroom opgeworpen straatvuil, met als gevolg dat de lagers in die hevel regelmatig vast gaan zitten. Vervanging van de originele lagers door naaldlagers is een blijvende remedie.
- Het uitlaatsysteem, hoewel van goede kwaliteit worden de originele uitlaten, 2-in-2 met balanspijp, nogal eens vervangen door 2-in-1 exemplaren zonder demper of met verwijderbare demper (db-killer). Vaak is na het plaatsen van een dergelijke uitlaat ook een aanpassing van het luchtfilter en aanpassing van de gasnaalden nodig.
- Op het circuit worden op de EX 500 stuurdempers toegepast omdat ie erg licht stuurt. Om trillingen in het stuur te ondervangen passen rijders ook eindgewichten toe.